# Eugenio Garza Sada
Pour les articles homonymes, voir Garza.
Eugenio Garza Sada, né le 11 janvier 1892 à Monterrey et mort le 17 septembre 1973, est un homme d'affaires et un philanthrope mexicain, fondateur de l'Instituto Tecnológico y de Estudios Superiores de Monterrey en 1943. 
Eugenio Garza Sada est issu de la famille fondatrice de la brasserie Cuauhtémoc dont l'entreprise fonda les bases du développement rapide de la ville de Monterrey. Il hérite du Monterrey Group, un empire financier très diversifié. La brasserie Cuauhtémoc est alors la plus grande du pays, le groupe de métallurgie Hojalata y Lamina, S.A. est le deuxième plus grand du pays, et son groupe financier Serfin est le troisième plus grand du pays. 
Il est assassiné le 18 septembre 1973 à Monterrey par un groupuscule d'extrême-gauche (Liga Comunista 23 de septiembre) qui prend d'attaque son véhicule, une Ford Galaxie noire. Face à l'apparition d'hommes armés, Garza Sada aurait sorti son pistolet pour se défendre, résultant en un échange de tirs provoquant la mort de tous les passagers du véhicule et deux assaillants, . Les familles de Monterrey accusent le président Luis Echeverria Alvarez d'alimenter une rhétorique trop réformiste encourageant la création de groupuscules subversifs. Quelques jours auparavant, Echeverria Alvarez lançait un recueil national de trois jours à la suite de la mort du président mariste chilien Salvador Allende, un acte critiqué par le milieu conservateur des affaires de Monterrey. À la suite de son assassinat, la sensation d'insécurité dans les milieux d'affaire au Mexique explose.
Un an après sa mort, le Monterrey Group est scindé en deux (brasserie et services financiers d'un côté, sidérurgie de l'autre), les familles ne parvenant plus à s'entendre sans la présence de Garza Sada.